# Kinematográf

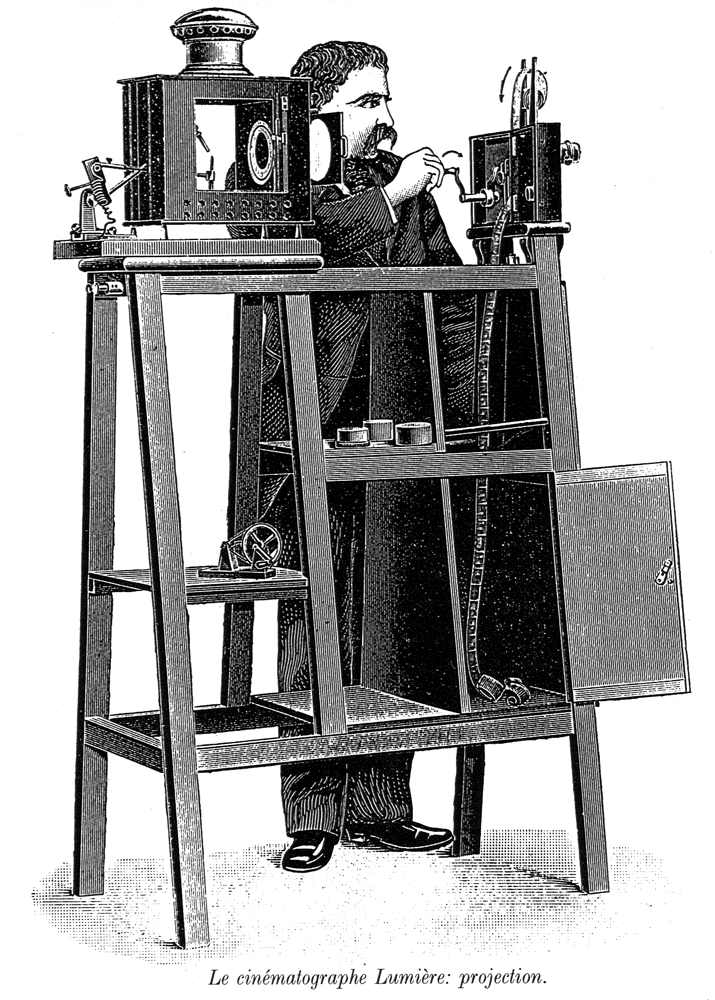
A Lumière-fivérek kinematográfja vetítő üzemmódban (1895)

A kinematográf működési mechanizmusa

A kinematográf (az ógörög κίνημα (kínēma) = „mozgás”, valamint γράφειν (gráphein) = „írni” szavakból) a francia Lumière fivérek által 1895-ben feltalált szerkezet, amely egyszerre volt alkalmas mozgókép rögzítésére és vetítésre. A készülék Thomas Alva Edison kinetoszkópjának továbbfejlesztett változata, nagyban hasonlított Louis Le Prince 1888-ban készített vetítőgépére.

## Története
1895. február 13-án Auguste és Louis Lumière szabadalmat nyújtott be a kinematográfra (franciául: cinématographe). A készülék ötlete Louis Lumière-ben fogalmazódott meg, megvalósítását és levédését azonban bátyjával közösen végezték. A kinematográf kifejezést már korábban, 1892-ben megalkotta és szabadalmaztatta Léon Bouly a saját képfelvevő találmányára, azonban az éves szabadalmi díj befizetésének elmulasztása miatt a szóösszetétel 1894-ben ismét szabaddá vált; ez tette lehetővé, hogy a Lumière-fivérek is felhasználhassák.
Egyébként apjuk, Antoine Lumière, a kereskedelemben sokkal jobban használható „Domitor” nevet javasolta a készüléknek. „Ők találták fel a kinematográfot – írja visszaemlékezéseiben – és adtak neki tudományos nevet, olyat, mely aztán lehetővé tette minden utánzónak és hamisítónak, hogy büntetlenül használhassa a mindenki számára szabad tudományos nevet.” 
A kinematográf, Edison kinetoszkópjához hasonlóan, 35 mm-es perforált fotófilm-tekercset használt a képrögzítéshez és vetítéshez, de a Lumière-fivérek készüléke két, a későbbi elterjedés szempontjából  meghatározó eltérést mutatott:
- A mozgóképet nem csak egy személy láthatta egy nyíláson át, hanem Louis Le Prince készülékéhez hasonlóan egy lámpa segítségével kivetítették egy nagy vászonra, hogy a teremben helyet foglaló nézők mindannyian egyidejűleg láthassák.
- A másik újdonság egy „karmos” alternáló mozgást végző filmtovábbító szerkezet volt (az ötletet a varrógép kelmetovábbító szerkezeti része adta), amely lehetővé tette, hogy minden egyes filmkockát megállítsanak egy pillanatra a vetítőablak előtt.[3]

A Lumière-fivérek első, 46 másodperces filmjüket Lyon-ban, saját fényképészeti lemezeket gyártó üzemük előtt forgatták le kinematográfjukkal 1895. március 19-én délben, A munkaidő vége (Sortie de l’usine Lumière de Lyon) címmel, melyen az üzemből távozó munkások láthatók. A filmet első alkalommal 1895. szeptember 28-án vetítették le nyilvánosan a délkelet-franciaországi La Ciotat-ban. Első kereskedelmi célú vetítésére – a mozi megszületésére – három hónappal később, december 28-án került sor Párizsban.

## Fordítás
- Ez a szócikk részben vagy egészben a Cinématographe című francia Wikipédia-szócikk ezen változatának fordításán alapul.  Az eredeti cikk szerkesztőit annak laptörténete sorolja fel. Ez a jelzés csupán a megfogalmazás eredetét és a szerzői jogokat jelzi, nem szolgál a cikkben szereplő információk forrásmegjelöléseként.